# أنطوني مورو
أنطوني مورو (بالإنجليزية: Anthony Morrow) مواليد 27 سبتمبر 1985، هو لاعب كرة سلة أمريكي يلعب مع فريق أوكلاهوما سيتي ثاندر في الرابطة الوطنية لكرة السلة ويحمل الرقم 2. يبلغ طوله 6 قدم 5 بوصة (2.0 م).

## فرق لعب لها
- غولدن ستايت ووريورز
- بروكلين نتس
- أتلانتا هوكس
- دالاس مافيريكس
- نيو أورلينز بيليكانز
- أوكلاهوما سيتي ثاندر

## روابط خارجية
- أنطوني مورو على موقع إن بي أي (الإنجليزية)
- أنطوني مورو على موقع سبورتس رفرنس (الإنجليزية)
- أنطوني مورو على موقع كرة السلة الأوروبية.كوم (الإنجليزية)
- أنطوني مورو على موقع DraftExpress.com (الإنجليزية)
- أنطوني مورو على موقع إي إس بي إن.كوم (الإنجليزية)
- أنطوني مورو على موقع كلية كرة السلة في سبورتس رفرنس.كوم (الإنجليزية)
- أنطوني مورو على موقع ريلجم (الإنجليزية)
- أنطوني مورو على موقع بروبوليرز (الإنجليزية)